# One Cold Winter's Night
One Cold Winter's Night è il nono disco, il secondo disco live, del gruppo power metal statunitense Kamelot, registrato l'11 febbraio 2006 al Rockefeller Musichall di Oslo, in Norvegia.

## Tracce del CD

### CD1
1. Intro: "Un Assassinio Molto Silenzioso"
2. The Black Halo
3. Soul Society
4. The Edge of Paradise
5. Center of the Universe
6. Nights of Arabia
7. Abandoned
8. Forever
9. Keyboard Solo
10. The Haunting (Somewhere in Time)
11. Moonlight

### CD2
1. When the Lights Are Down
2. Elizabeth (parts I, II & III)
3. March of Mephisto
4. Karma
5. Drum Solo
6. Farewell
7. Outro: Curtain Call

## Il DVD
Nel dicembre dello stesso anno è uscito anche un DVD avente lo stesso titolo.

## Formazione
- Roy Khan - voce
- Thomas Youngblood - chitarra
- Glenn Barry - basso
- Casey Grillo - batteria
- Oliver Palotai - tastiere